# Géotechnique
Dans le groupe des géosciences, la géotechnique est la technoscience consacrée à l’étude pratique de la subsurface terrestre sur laquelle notre action directe est possible pour son aménagement et/ou son exploitation, lors d’opérations de BTP (génie civil, bâtiment, carrières), de gestion des eaux souterraines (exploitation, drainage) et de prévention des risques naturels.
Dans la pratique actuelle, il est indispensable d’y recourir lors de l’étude, la construction, la maintenance et la réparation de tout type d’aménagement et d’ouvrage - route, voie ferrée, canal, aménagement de montagnes, de cours d’eau et du littoral, pont et viaduc, tunnel, barrage, puits et forage, carrière, immeuble, etc., l’exécution de tout type de travail - terrassement, fondation, drainage… dans tout type de site - terrestre, fluvial et maritime, libre ou occupé.
Technique empirique aussi vieille que l’humanité et connue de toutes les civilisations, elle évolue sans cesse selon nos besoins, nos connaissances et nos moyens. Sa pratique pragmatique a longtemps reposé sur des procédés locaux très efficaces ; son évolution rationnelle a débuté vers la fin du XVIIe siècle ; à partir de la deuxième partie du XIXe siècle, elle est progressivement devenue scientifique ; depuis, elle navigue entre induction / expérience / probabilisme et déduction / calcul / déterminisme ; son état actuel est un amalgame instable de ces deux points de vue.
Comme science, elle ressortit autant à la géologie (pétrographie, géologie structurale, géomorphologie, géodynamique, hydrogéologie) qu’à la géomécanique (mécanique des sols, mécanique des roches, sismique, hydraulique souterraine). Comme technique, elle ressortit à l’art de la construction - techniques du BTP - (architecture, ingénierie, travaux, maintenance, réparation) pour la mise en œuvre du sous-sol (terrassement, soutènement, drainage, fondation…).
Les principes de la géotechnique sont simples mais leur expression est compliquée, car ils procèdent à la fois de la géologie et de la mécanique, de l’observation / expérimentation et du calcul, du raisonnement inductif et du raisonnement déductif. À partir du terrain, la géologie étudie la morphologie et le comportement des géomatériaux réels, roches, sols et eaux constituant le sous-sol d’un site, qui sont tangibles, discontinus, variables, hétérogènes, anisotropes, contraints, pesants et bien plus que cela : la nature les a faits ainsi et on ne peut que le constater. À partir de sondages et d’essais, la géomécanique les réduit à des milieux virtuels de modèles qui doivent être continus, immuables, homogènes, isotropes, libres, parfois non pesants et rien que cela : le traitement mathématique l’impose. Pour passer des premiers aux seconds, de la réalité à l’image, il suffit d’un peu d’imagination et d’usage ; pour repasser ensuite et nécessairement des seconds aux premiers, des échantillons au site, il faut ajouter que les géomatériaux ne sont pas désordonnés, que leurs hétérogénéités et leurs comportements ne sont pas aléatoires, mais qu’au contraire, ils sont structurés de façon tout à fait cohérente, ce qui ramène à la géologie : tout résultat d’essai et de calcul géomécanique, incompatible avec une observation géologique, est inacceptable en géotechnique.
En effet, ne pas tenir compte des particularités géologiques d’un site risque d’entraîner à plus ou moins long terme des dommages, voire des accidents parfois très graves au chantier et/ou à l’ouvrage : la majeure partie des dégâts et accidents géotechniques sont dus à l’inadaptation de l’ouvrage au site ou à une méconnaissance de la géologie du site et non à des erreurs de calculs géomécaniques sur les parties d’ouvrages en relation avec le sol et le sous-sol.

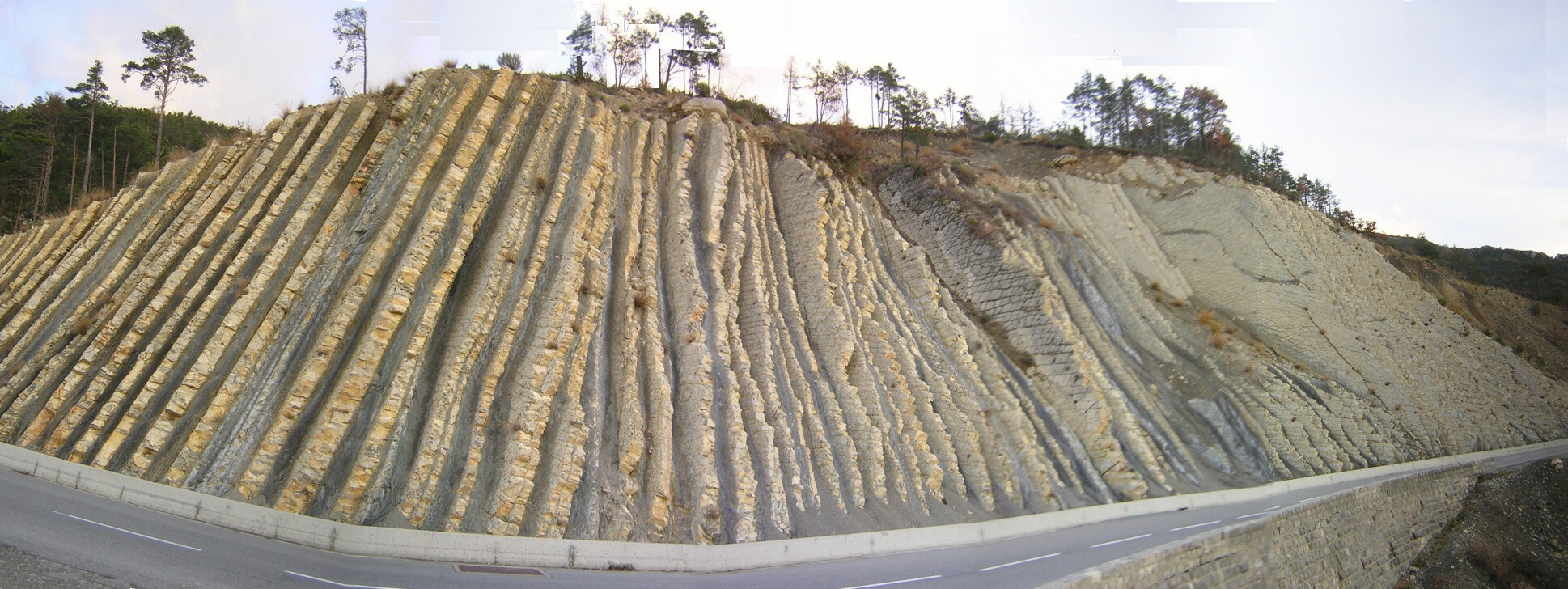
Talus de déblais routier – alternance marno-calcaire subverticale.

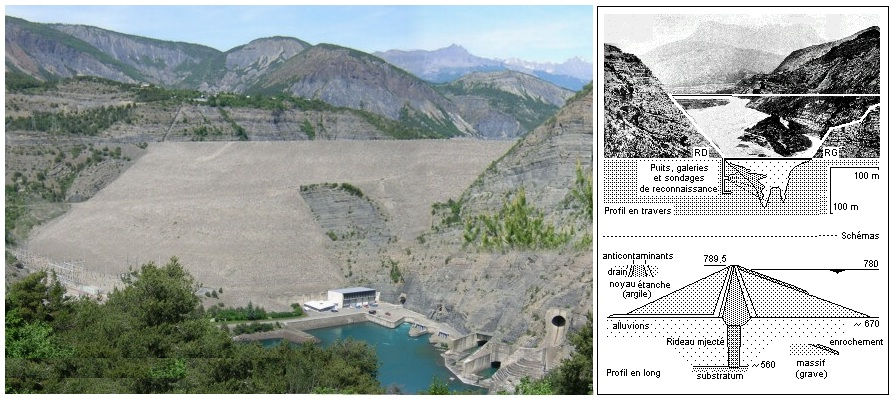
Le barrage de Serre Ponçon sur la Durance - Vue générale - Profils en travers et en long

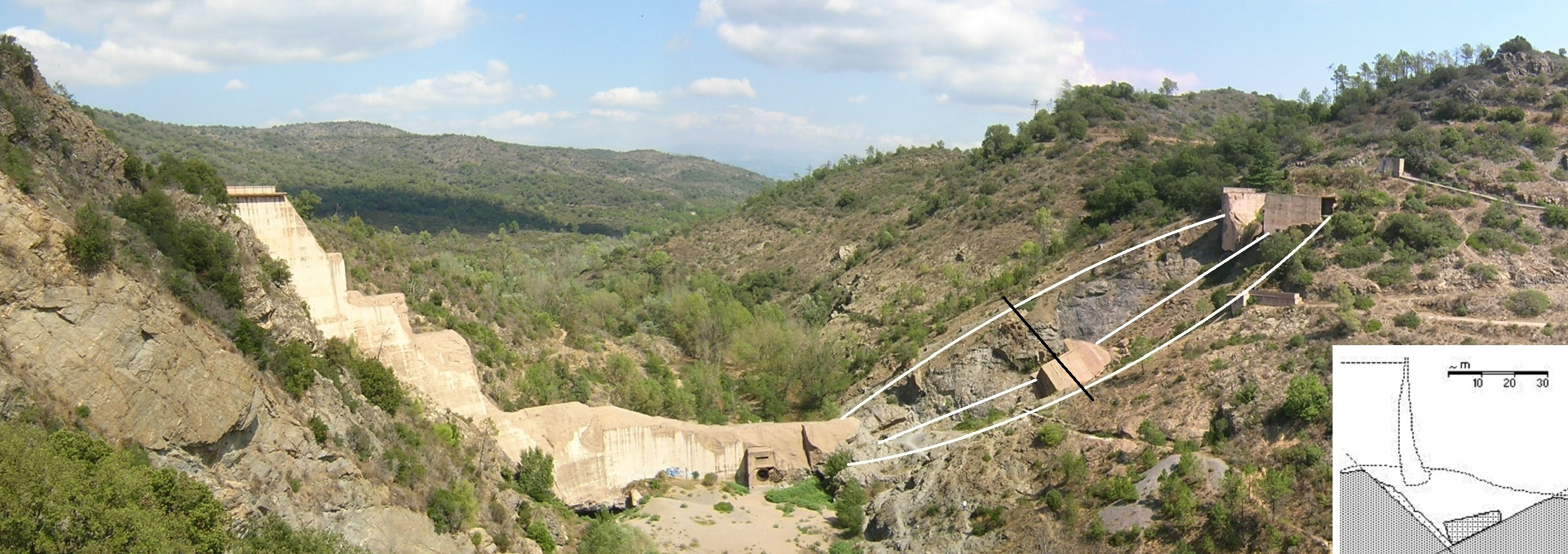
Les ruines du barrage de Malpasset vues de l’aval – Coupe du dièdre de failles défaillant, cause naturelle de la catastrophe, avec la crue du Reyran, le 2/12/1959, événement déclenchant.

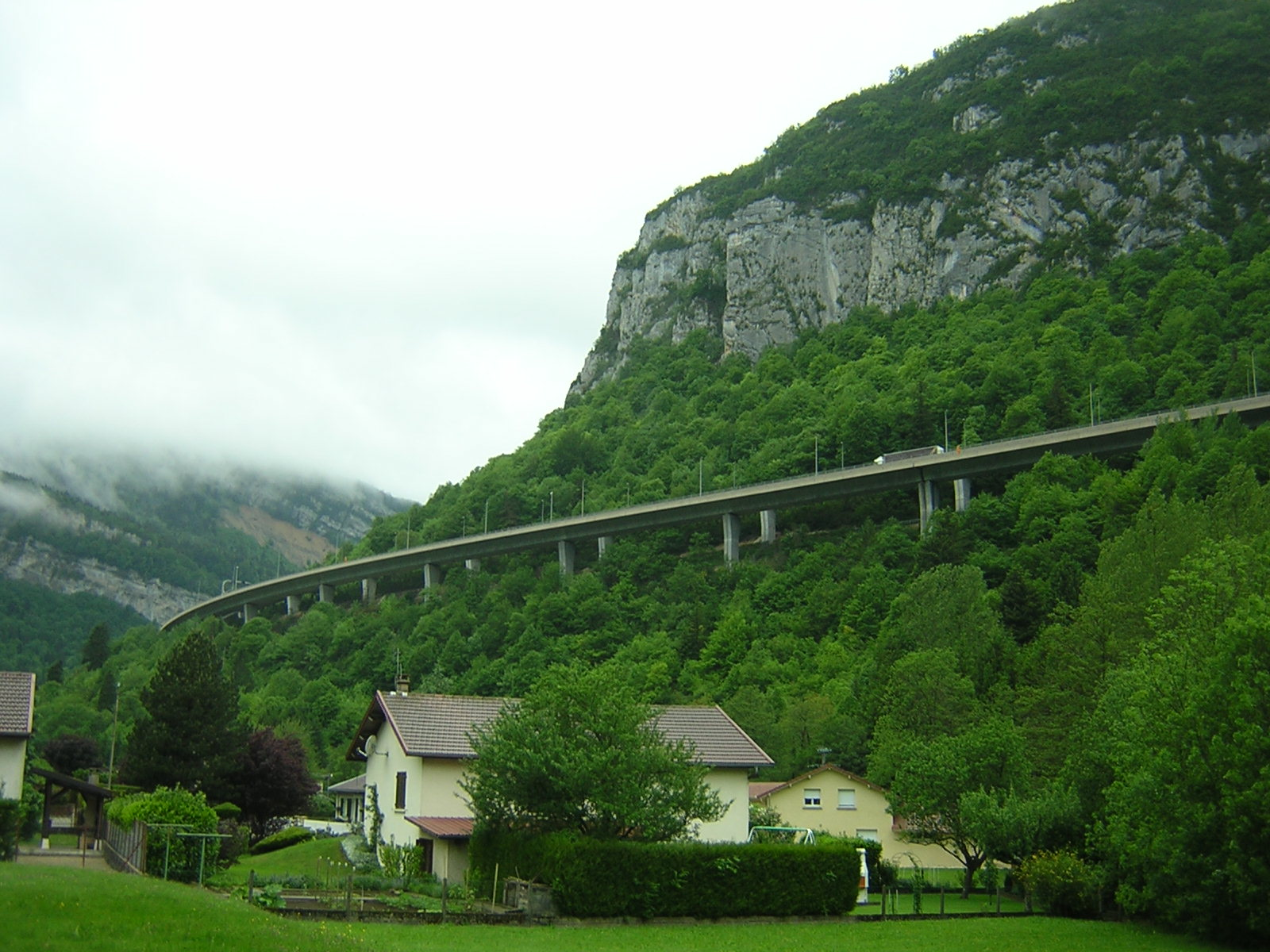
Autoroute A40 - Nantua - viaduc en encorbellement sur chaos d'écroulement de falaise.

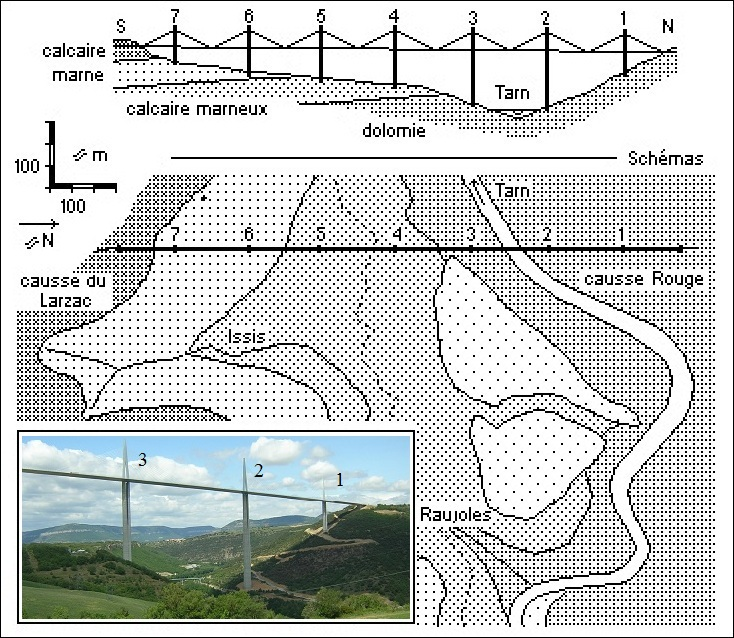
Autoroute A75 - Viaduc de Millau - géologique et géotechnique

## Histoire
Dans sa forme empirique pratique, on a fait de la géotechnique bien avant qu’on la désigne et qu’on la définisse.

### Le terme
Le terme de « géotechnique » est attesté pour la première fois à la fin du XIXe siècle, peut-être dans sa version anglaise, « geotechnics », ou française, « géotechnique », sans doute dans la désignation de la « Commission suisse de géotechnique », créée en 1899, rattachée à l’Académie suisse des sciences naturelles en 1909 ; jusqu’à sa dissolution en 2005, il y avait aussi un « Institut géotechnique d’État » belge. Le mot désignait alors l’ensemble des applications des géosciences, avec une connotation clairement géologique en Suisse. Dès le début du XXe siècle, il était tombé en désuétude partout ailleurs, sans doute à cause de la dichotomie entre d’une part géologie de l’ingénieur — « Ingenieurgeologie », « engineering geology » — et d’autre part mécanique des sols — « Erdbaumechanik », « soil mechanics » pour la science et « soil engineering » pour la technique. Terzaghi utilisa d’abord « Erdbaumechanik » pour titre de son ouvrage fondateur comme synonyme de « soil engineering », il a ensuite appelé Géotechnique la revue de langue anglaise - maintenant éditée par l'Institution of Civil Engineers à Londres - qui a perdu l’accent sur le e mais a conservé la désinence que ; il a finalement abandonné le terme pour Soil Mechanics in Engineering Practice, titre de l’un de ses derniers ouvrages.
En France, Maurice Buisson exhuma sans lendemain le terme dans le sens de mécanique des sols appliquée, pour titre de son ouvrage en deux tomes dont il ne publia que le premier, Essai de géotechnique – 1. Caractères physiques et mécaniques des sols, avec une connotation clairement mécanique des sols. En 1962, au début de la construction systématique des autoroutes françaises, Pierre Martin a créé le « Bureau d’Études Géotechniques », raison sociale de société anonyme et marque commerciale, expression qui est maintenant devenue générique. Sans doute pour cela, le terme « géotechnique », attesté en français vers 1960, figure depuis une quarantaine d’années dans les dictionnaires de français. Dans le courant des années 1970, il a été consacré par la création de l’Union syndicale géotechnique à connotation nettement géomécanique et l’établissement de « Listes départementales de géotechniciens agréés en matière de mouvements du sol et du sous-sol » à connotation plutôt géologie de l’ingénieur.
Ce terme est maintenant devenu courant dans le langage du BTP, mais son champ n'est toujours pas fixé.

### La pratique
Ramasser un galet de silex et le casser pour en faire un chopper, chercher, choisir et aménager une grotte pour l’habiter, exploiter une carrière de silex, construire une cité lacustre, ériger un mégalithe… étaient des activités « géotechniques » que les hommes préhistoriques exerçaient efficacement. Les anciens Chinois, Grecs, Amérindiens… construisaient parasismique aussi efficacement.
Durant l’Antiquité, les Mésopotamiens, Égyptiens, Bretons, Grecs, Romains, Andins, Chinois, Hindous… ont construit leurs bâtiments, routes, canaux, ponts… en utilisant des « (géo)techniques » empiriques, sans cesse améliorées, comme celle commune à tous qui consiste à adapter la charge appliquée par l’ouvrage à la capacité portante de son géomatériau d’assise, en jouant sur les dimensions et la profondeur d’ancrage des fondations ; on fait toujours ainsi. Darius Ier décrit cette technique dans la dédicace de son palais de Suse ; Vitruve la conseillait aux constructeurs romains ; deux Évangiles disent qu’au bord d’un torrent à crues, l’homme prudent établit les fondations de sa maison en creusant jusqu’au roc, alors que le fou construit sur le sable…
Au Moyen Âge, il y avait d’habiles « (géo)techniciens » pour construire dans les lagunes, les deltas, les plaines alluviales… sur des matériaux peu consolidés, incapables de supporter de lourds édifices sans aménagements et facilement modifiés par des phénomènes géodynamiques actuels, crues, marées, tempêtes… auxquels ces sites sont fréquemment exposés : Notre-Dame de Paris est construite sur une forêt de pieux en bois, longs de quelques mètres, qui traversent la couche de limon meuble superficiel, pour s’ancrer dans le cailloutis compact sous-jacent des alluvions de la Seine ; plus en aval par exemple, le pont de Tancarville est fondé sur pieux en béton ancrés dans le même cailloutis. Depuis le IXe siècle, les Vénitiens occupent un site particulièrement ingrat d'un point de vue géotechnique, une lagune dont le sous-sol s’affaisse en permanence, ce qui impose de tout y construire sur « fondations spéciales ». L’actuelle école géotechnique néerlandaise est directement issue des efforts séculaires qu’ont dû prodiguer les Frisons pour aménager leur province sans cesse disputée à la mer. L'Autrichien Terzaghi avait appris de ses prédécesseurs comment bien construire sur les alluvions argileuses compressibles de la vallée du Danube…
Durant le XVIIe siècle, la défense des places fortes confrontées à la puissance de l’artillerie a obligé les ingénieurs militaires à construire des remparts de plus en plus hauts et épais en terre perreyée ; pour cela, Vauban fit établir et diffuser par l’abbé Duroi, des règles empiriques de stabilité des remblais et des murs de soutènement, ; on le considère ainsi abusivement comme l’initiateur de la mécanique des sols qui, pour encore deux siècles, sera une mécanique des remblais empirique.
Certaines planches de l’Encyclopédie montrent les fondations sur pieux en bois de bâtiments construits en bordure de cours d’eau.

#### La mécanique des remblais

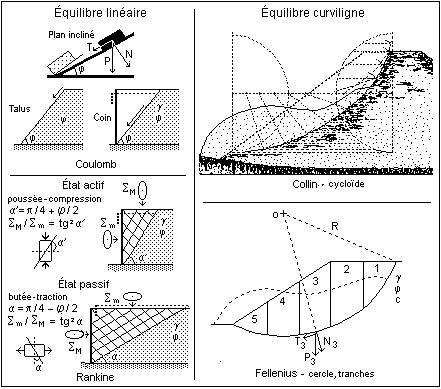
Les équilibres plastiques.

En 1720, Bernard Forest de Belidor « démontra par l'expérience » que la poussée des « terres ordinaires » - les remblais - au-delà de leur pente de talus naturel (qu’elles) « prennent d'elles-mêmes » était la cause de l’instabilité des murs de soutènement.
En 1727, Couplet calcula empiriquement la poussée de ce coin de remblai limité par une surface de rupture plane.
En 1773, Coulomb assimila la condition de stabilité de ce coin de poussée à celle d’une charge sur un plan incliné dont il avait établi la loi pour rationaliser le charroi d’artillerie ; il définit clairement la cohésion et l’angle de frottement d’un remblai, et établit la loi de leurs relations à la base de la mécanique des remblais qui deviendra la mécanique des sols. La géomécanique entrait ainsi dans sa phase scientifique, mais les difficultés des calculs d’application le conduisirent à négliger la cohésion et à ne retenir que le plan comme surface de glissement en faisant remarquer qu’ainsi, on agissait dans le sens de la sécurité - « pour la facilité de ses applications à la pratique ». Son essai Sur une application des règles de maximis et de minimis à quelques problèmes de statique, relatifs à l'architecture, était « destiné à déterminer, autant que le mélange du calcul et de la physique peuvent le permettre, l'influence du frottement et de la cohésion dans quelques problèmes de statique ».
En 1846, Collin rappela à propos de barrages en terre et de remblais de canaux et chemins de fer, que la cohésion est indépendante de l’angle de frottement et dit qu’elle est fonction de la compacité et de la teneur en eau du matériau ; il établit aussi que la courbe de glissement rotationnel d’un remblai la plus proche de la réalité, est à peu près l’arc de cycloïde, de moins en moins pentu d’amont en aval, mais les difficultés des calculs pratiques obligeaient toujours à s’en tenir à l’angle de frottement et au plan.

#### La mécanique des sols
Vers la fin du XIXe siècle, la mécanique des remblais s’est progressivement étendue aux géomatériaux meubles, les sols, car on ne disposait pas de théorie spécifique pour calculer les fondations d’ouvrages construits sur eux. Rankine, Lévy, Boussinesq, Massau et d’autres ne niaient pas la cohésion, mais en sous-estimant son rôle, ils négligeaient ce paramètre malcommode à utiliser dans les calculs linéaires - une variable et une constante - , une « constante » des plus variables.
Au début du XXe siècle, Hultin (sv), Petterson et Fellenius ont adopté l’arc de cercle comme ligne de glissement. En 1910, Résal ne négligeait plus la cohésion, mais l'escamotait car le calcul analytique n’aime pas cette « constante ».
L’estimation de la contrainte admissible pour une fondation superficielle s’est successivement perfectionnée depuis Rankine en 1915 jusqu'à Terzaghi, en passant par Prandtl, Fellenius, Skempton… Vers 1920, Frontard (de) confirma l’arc de cycloïde comme ligne de glissement, mais pour simplifier les calculs, on lui préfèra l’arc de spirale logarithmique ou de cercle, selon que l’on travaille sur la butée ou la poussée des sols.
En 1925, Terzaghi utilisa les paramètres c, φ, γ, k dans une même formule pour modéliser le comportement mécanique et hydraulique du géomatériau, la consolidation. Mais comme Fellenius, il dit que l’on ne pouvait pas bâtir de théorie générale de la mécanique des sols ; il dissocia donc l’étude de la stabilité d’une fondation de celle de son tassement, en privilégiant la seconde.
Pour calculer de la même façon la poussée des sols pulvérulents et des sols cohérents, Rankine avait imaginé un « principe de correspondance » assimilant la cohésion à une fonction de l’angle de frottement, ce qu’elle n’est pas comme l’avait établi Coulomb et répété Collin ; en 1934, Caquot proposa son « théorème des états correspondants » qui annule la cohésion par un changement d’axe dans le plan de Mohr ; cela ne résout rien en pratique, car la pression hydrostatique équivalente que l’on introduit dans les formules n’a pas l’effet physique de la cohésion, même si on l’assimile à une pression latérale qui comprime un massif pulvérulent (essai triaxial).
Depuis les années 1930, la mécanique des sols classique issue de la mécanique des remblais, celle de Coulomb qui modélise le comportement d’un milieu monophasique seulement minéral, sans eau libre, paraphrase plus ou moins habilement les anciens en variant les langages mathématiques. On l’adapte tant bien que mal au modèle de Terzaghi pour le comportement d’un milieu biphasique minéral aquifère, beaucoup plus réaliste.
Dans les années 1950 et 1960, deux écoles se sont développées en Europe. Elles proposaient des théories spécifiques, s’appuyant sur des résultats d’essais in situ dont les principes sont très anciens, mais dont les techniques ont progressé. D'un côté, le recours au pénétromètre statique aux Pays-Bas, en Belgique et dans le nord de la France (Buisman (nl), De Beer (de)) ; de l'autre, l'usage du pressiomètre ou dilatomètre en France (Ménard, Mazier). Pour justifier l’emploi du pressiomètre, Louis Ménard a développé une théorie qui permet d’aborder l’étude des déformations du géomatériau meuble ou rocheux, selon la relation classique de la rhéologie, contrainte/déformation : on définit expérimentalement un domaine de déformations élastiques et un module, un domaine de déformations plastiques et un point de rupture ; ainsi, les études conjointes de stabilité et de tassement deviennent théoriquement possibles ; en fait, elles ne le sont pas vraiment puisque l’on utilise d’abord la pression limite, critère de plasticité, pour définir la stabilité et ensuite le module, critère d’élasticité, pour calculer le tassement.
La tendance a longtemps été soit d’essayer une synthèse entre la mécanique des sols classique, l’école du pénétromètre et celle du pressiomètre (Maurice Cassan, Guy Sanglerat, Jean Nuyens…), soit d’exploiter à fond, au moyen de l’ordinateur, les possibilités d’une part de la théorie de Joseph Boussinesq et de l’élasticité linéaire pour résoudre les problèmes de tassements, et d’autre part de la loi de Coulomb et de la théorie de la plasticité pour résoudre les problèmes de stabilité (approche dite de « l'école de Grenoble ») ; on profitait alors de la puissance de l’ordinateur pour résoudre de vieux problèmes en procédant à des calculs impossibles avec du papier et un crayon ; depuis, on a systématisé l’informatisation des modèles pour pousser dans ses derniers retranchements la conception traditionnelle. La conception de Ménard est considérée par certains géotechniciens comme particulièrement solide et fructueuse, méritant un approfondissement théorique et expérimental.

#### La mécanique des roches
Durant les années 1930, mais surtout à partir des années 1940, la réalisation des grands aménagements hydroélectriques, barrages en béton et galeries, conduisit à adapter plus ou moins fidèlement la mécanique des sols à l’étude mécanique des roches en les séparant formellement - mécanique des sols au bâtiment, mécanique des roches aux grands travaux ; elle s’est récemment développée de façon autonome, essentiellement grâce à l’informatique.

#### La géophysique
La géophysique appliquée à la prospection pétrolière a été créée par les Schlumberger en 1920. Durant les années 1950, l’électronique a permis de miniaturiser les appareils et de simplifier les procédés pour les adapter au BTP. L’informatique et le traitement numérique des données les ont encore améliorés ; la sismique 3D est maintenant utilisée pour les études des grands travaux.

#### L’hydraulique souterraine
La loi de Darcy a été exprimée en 1856 ; elle rend compte de l’écoulement de l’eau souterraine sous faible gradient et en régime sensiblement permanent. La théorie générale de l’écoulement laminaire en régime permanent a été présentée en 1863 par Dupuit, à propos de la tranchée drainante.
En 1880, à la suite de la ruine du barrage de Bouzey, Dumas définit la sous-pression, pression hydrostatique de l’eau souterraine sous les ouvrages enterrés.
En 1906, Thiem a permis de tenir compte des conditions aux limites d’une nappe aquifère en régime d’écoulement permanent.
Abordé sans suite pratique par Boussinesq au début du XXe siècle, le problème de l’écoulement en régime transitoire de la nappe aquifère a été traité par Theis dans le courant des années 1930.
La théorie générale de l’écoulement des fluides dans les milieux poreux, s’est développée dans les années 1940 et 1950 (Muscat, Houpper…).

#### Les sondages
Un sondage géotechnique est une investigation du sous-sol, réalisée avec ou sans forage d'un trou, destinée à déterminer la nature et les caractéristiques mécaniques, physiques et éventuellement chimiques de ses constituants afin de prévoir son comportement lors de la réalisation d'un ouvrage.
La Chine antique, le Moyen Âge du Nord de la France… pratiquaient le forage par battage. Du puits à la main, connu de tout temps et partout, on est passé du battage au câble à la rotation et à la roto-percussion, en tête puis en fond de trou, au forage dirigé… Les techniques récentes d’enregistrement des paramètres de sondage en continu ont rendu presque rigoureuses des opérations qui ne l’étaient guère. L’échantillonnage s’est constamment amélioré en perfectionnant les carottiers, mais l’échantillon intact est toujours l'objet mythique de la mécanique des sols.

#### La géologie du BTP
La géologie du BTP a toujours été exercée occasionnellement par certains géologues scientifiques. Ils étaient consultés par des maîtres d’œuvre avisés, notamment pour la construction des grands ouvrages transalpins de la fin du XIXe siècle, comme le tunnel ferroviaire du Simplon (Révenier, Heim, Taramelli, Schardt, Lugeon), ou durant les années 1920/30 pour les grands aménagements hydroélectriques de montagne (Lugeon, Moret…).. À partir des années 1940, aux États-Unis d’abord puis en Europe occidentale, elle a été systématiquement mise en œuvre par des ingénieurs spécialisés. En France, dans les années 1960 et ensuite, elle a par contre, raté le coche des autoroutes et autres grands aménagements, sur lesquels n’intervenaient pratiquement que des ingénieurs généralistes, uniquement préoccupés de sondages, d’essais et de calculs ; le nombre et la gravité de leurs ratés ont progressivement redonné à la géologie du BTP un peu de la place qu’elle n’aurait pas dû perdre, mais en pratique actuelle, on limite presque toujours les études géotechniques à des « campagnes d’investigation », en négligeant voire en ignorant les « contextes géologiques ».

## Les disciplines
Les disciplines scientifiques sur lesquelles est fondée la géotechnique sont la géologie, son outil d’observation, de modélisation et de synthèse analogiques, et la géomécanique, son outil d’expérimentation, de modélisation et de résultats numériques. Elles sont indépendantes et ont des bases théoriques différentes ; mais par un usage pratique commun, elles sont également nécessaires et complémentaires en géotechnique et doivent être rapprochées de façon concordante.
Les disciplines pratiques sur lesquelles la géotechnique est fondée sont les techniques du BTP et l’informatique.

### Géologie
Le rôle de la géologie est essentiel en géotechnique ; elle permet la description cohérente et convenable des formes et des comportements du géomatériau ; sa démarche qui s’appuie sur le visible et l’accessible, est qualitative et semi-quantitative : à chaque échelle d’observation, elle permet d’étudier les phénomènes naturels et induits aux comportements complexes, difficiles à mathématiser et de justifier la formulation de ceux qui peuvent l’être en fournissant les modèles de formes les plus proches de la réalité dont la géomécanique a besoin pour fixer les conditions aux limites de ses calculs de comportement.

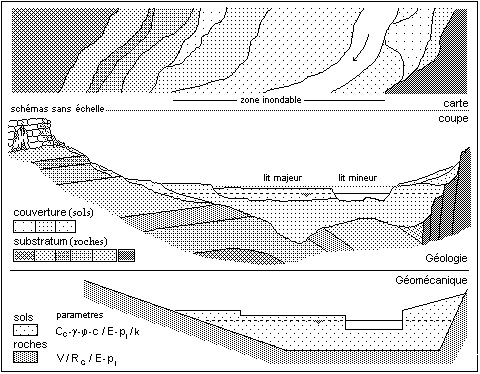
Les modèles de la géotechnique.

Le champ de la géologie comporte de nombreuses branches secondaires interdépendantes. Les formes et les comportements du géomatériau sont innombrables, divers, spécifiques d’un lieu et d’un moment, mais on ne trouve pas et il ne se passe pas n’importe quoi n’importe où : pour en tenir compte, il faut faire conjointement appel à toutes ces branches ; celles qui concernent plus particulièrement la géotechnique sont pour les formes, des parties de la lithologie – on dit aussi pétrologie, pétrographie (minéraux et roches) –, de la géologie structurale (stratigraphie et tectonique), de la géomorphologie (aspect de la surface terrestre), et pour les comportements, des parties de l’hydrogéologie (eaux souterraines) et de la géodynamique (volcans, séismes, mouvements de terrain…) ; ces parties sont celles qui décrivent et étudient les formes et les comportements actuels.

### Géomécanique
La géomécanique, que l’on confond généralement avec la géotechnique, est sa discipline physico-mathématique, son outil déterministe, nécessaire mais insuffisant.
Son but est de poser les problèmes types de la géotechnique - stabilité d’un talus naturel, de remblais ou de déblais, d’une excavation souterraine, d’un soutènement ; rupture et/ou tassement de fondation ; débit de puits, épuisement de fouille, drainage… - et de les résoudre par le calcul, au moyen de modèles schématiques de formes et de comportements de milieux virtuels, images de géomatériaux réels. Ces milieux sont représentés par des formes géométriques simples (deux dimensions, droites, cercles…) fixant les conditions initiales et aux limites minimales qu’imposent les résolutions mathématiques des problèmes posés : les comportements modélisés sont schématiques et figés, régis par des « lois » déterministes ; à une seule et même cause correspond toujours strictement un seul et même effet. Les paramètres des modèles mathématiques sont mesurés ponctuellement lors d’essais in situ - pénétromètre, pressiomètre… ou au laboratoire sur des échantillons prélevés par sondages mécaniques - œdomètre, triaxial…

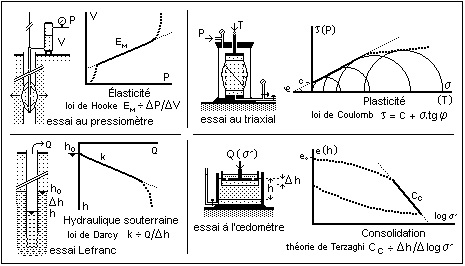
Les lois fondamentales de la géomécanique.

La mécanique des sols, la mécanique des roches, l’hydraulique souterraine et une partie de la géophysique sont les branches de la géomécanique ; la mécanique des sols étudie le comportement de milieux meubles - argile, sable… sous l’action d’efforts naturels – gravité, pression hydrostatique…, ou induits – vibrations, charges de fondations… ; la mécanique des roches étudie le comportement des milieux durs – granite, calcaire… dans les mêmes conditions. La distinction de ces deux branches est conventionnelle car elles utilisent les mêmes « lois » générales et les mêmes formes de raisonnement et de calcul ; l’hydraulique souterraine étudie mathématiquement l’écoulement de l’eau dans le géomatériau aquifère, naturellement sous l’action de la gravité ou artificiellement, par pompage. En géotechnique, ces disciplines sont étroitement liées et même interdépendantes.
On ne peut pas formuler une théorie unitaire de la géomécanique ; ses théories restreintes de formes artificiellement simples sont trop particulières pour être généralisées ; elles ont des origines occasionnelles : confronté à un problème technique nouveau, un praticien a essayé de le résoudre en s’appuyant sur l’étude expérimentale d’un phénomène qu’il supposait influent et qu’il a isolé ; les « lois » de Hooke, de Coulomb, de Darcy, les théories de Terzaghi, de Ménard… sont plutôt des hypothèses acceptables dans un étroit domaine de validité – linéarité de la relation entre deux paramètres - que l’usage ne valide pas toujours. Et même en admettant la possibilité d’une généralisation prudente, on se heurte au difficile passage des échantillons au site ; la géomécanique le fait par intégration d’équations de champs dans des intervalles de définition et des conditions aux limites imposées par la technique de calcul plutôt que par la prise en compte de la réalité, ce qui conduit à des modèles extrêmement schématiques, même si l’on admet que les matériaux des échantillons représentent bien les géomatériaux du site. Mais la géomécanique ignore ce que sont les géomatériaux réels d’un site, car elle ne les représente que par quelques paramètres (densité, angle de frottement, cohésion, perméabilité…) et elle ne manipule que quelques données ponctuelles obtenues par sondages et essais, tellement peu nombreuses que l’on ne peut pas leur attribuer de valeur statistique.

#### Sols et roches
L’état et le comportement mécanique d'un sol dépendent essentiellement de sa teneur en eau ; ceux d’une roche, de son degré d’altération, de fissuration et de fracturation. On peut retenir :
- Sols : géomatériaux meubles, plus ou moins frottants et/ou plastiques dont la cohésion est faible. Elle diminue jusqu’à disparaître (liquéfaction) par accroissement de la teneur en eau.
  - Paramètres caractéristiques : densité, teneur en eau, angle de frottement, cohésion…
- Roches : géomatériaux compacts et durs dont la résistance à la compression simple est supérieure à quelques MPa. Elle diminue et/ou disparaît par altération physique (hydratation), chimique (dissolution) et/ou mécanique (fragmentation).
  - Paramètres caractéristiques : vitesse sismique, module d’élasticité, résistances à la compression, à la traction, au cisaillement…

#### Mécanique des sols
L’étude du comportement mécanique des « sols », formations meubles de couverture - sable, argile…, sous l’action d’efforts naturels - gravité, pression hydrostatique - ou induits - vibrations, charges de fondations, terrassements… ressortit à la mécanique des sols, la plus ancienne, la plus connue et la plus pratiquée de ces branches, parce que la plupart des problèmes géotechniques se posent pour la mise en œuvre de ces formations lors de la construction de la plupart des ouvrages du BTP.

#### Mécanique des roches
La mécanique des roches est une adaptation de la mécanique des sols pour étudier des ouvrages à l’échelle de grands massifs profonds – barrages, galeries… ; sa méthode actuelle consiste à établir des modèles de formes numériques plus ou moins compliqués du massif selon la nature et la densité de sa fissuration et à les manipuler en appliquant les lois de Hooke et/ou de Coulomb aux éléments et/ou à leurs frontières définis par divers codes de modélisation – éléments finis (FEM), différences finies (FDM), éléments distincts (DEM), éléments aux limites (BEM) - plus ou moins adaptés aux cas étudiés, de façon à schématiser leurs déformations internes et/ou leurs déplacements relatifs ; on essaie ainsi d’atteindre la déformation globale du massif modélisé, sous l’effet d’efforts spécifiques, généralement des charges de fondations ou des relaxations de contraintes autour d’excavations existantes ou à créer.

#### Sismique
À partir de mesures de potentiels superficielles ou en sondages, la géophysique calcule la forme possible d’un champ mécanique – sismique, gravimétrie - ou électrique en profondeur ; cela permet de préciser les modèles structuraux géologiques et de valider les modèles géomécaniques.

#### Hydraulique souterraine
L’hydraulique souterraine concerne l’écoulement de l’eau dans le sous-sol sous l’effet de la gravité et/ou par pompage. La loi de Darcy définit la perméabilité d’un milieu aquifère, paramètre liant linéairement le débit à la pression. La méthode de calcul de Dupuit applique cette loi à l’écoulement laminaire en régime permanent dans un milieu indéfini homogène. La méthode de Thiem précise l’effet des conditions aux limites du milieu. La méthode de Theis permet l’étude de l’écoulement en régime transitoire.

#### Le calcul géomécanique
La démarche générale du calcul géomécanique consiste à réduire le comportement d’un ouvrage dans son site à son action sur le géomatériau, ramenée au comportement d’un milieu invariant, homogène, isotrope et semi-infini, soumis à une action extérieure ; à toute action, correspond une réaction spécifique : le géomatériau est plus ou moins résistant, compressible et perméable ; l’action est généralement une pression qui produit un déplacement, une déformation instantanée pouvant aller jusqu’à la rupture, ou un écoulement. Deux variables, l’une connue représentant la cause et l’autre inconnue représentant l’effet, sont combinées dans des formules, avec des constantes représentant le matériau – densité, angle de frottement, cohésion, perméabilité… et caractérisant plus ou moins les limites du problème ; les constantes ayant été déterminées directement ou indirectement par des mesures ou des estimations, à chaque valeur de la variable cause correspond une et une seule valeur de la variable effet.
Les formules simples traduisant les lois fondamentales – Hooke, Coulomb, Terzaghi, Darcy – ne retiennent que la partie linéaire du comportement correspondant, l'élasticité ; elles sont d’un usage facile mais pratiquement limité au traitement des essais destinés à mesurer les paramètres utilisés dans les formules d’application qui sont des solutions particulières d’intégrations d’équations différentielles ou aux dérivées partielles compliquées dans des conditions simples qui correspondent rarement à la réalité ; elles ont des formes trigonométriques, logarithmiques, exponentielles… délicates et fastidieuses à manipuler, pratiquement incalculables sans risque d’erreur avec un crayon et du papier, que pour cela on a traduit en tableaux et abaques plus ou moins précis que l’on trouve dans les manuels ; elles sont devenues plus maniables grâce l’informatique.
Il est nécessaire de contrôler les résultats que l’on obtient ainsi : on pose le problème, on dégrossit la solution avec les formules simples et les abaques ou les formules intermédiaires programmées, on calcule avec les logiciels et on valide ou on modifie. Une démarche analogue est évidemment nécessaire si l’on utilise un procédé numérique, éléments finis (FEM) le plus souvent, pour résoudre un problème compliqué.

### Les techniques du BTP
L’application des principes, données et résultats géotechniques permet l’usage rationnel des techniques du BTP pour la mise en œuvre du sous-sol. Ces techniques - terrassement et fondations pour l’essentiel - constituent un groupe cohérent de moyens spécifiques, nécessaires à l’aménagement d’un site et à la construction d’un ouvrage. Leurs principes généraux - procédés, matériels, méthodes, organisation…, sont communs à presque toutes les opérations de BTP et sont relativement stables : ils constituent les règles de l’art ; mais en pratique, ces techniques évoluent constamment en fonction des acquisitions technico-scientifiques et surtout des progrès des procédés et des matériels.
Au cas par cas, elles doivent être spécifiquement adaptées aux organes géotechniques de l’ouvrage - soutènement, fondation, drain…, aux géomatériaux auxquels ils seront confrontés - meubles ou rocheux, évolutifs ou stables, plus ou moins perméables et aquifères…, aux comportements attendus de l’ensemble site/ouvrage - glissement, tassement, inondation… Le choix et la mise en œuvre de l’une d’elles dépendent des caractères géotechniques du site - morphologie, structure, matériaux, phénomènes naturels… et des caractères économiques et techniques de l’opération - financement, planning, implantation, conceptions architecturale et structurale, moyens de chantier disponibles, phasage des travaux.

### L’informatique
La simulation informatique permet de dégrossir la plupart des problèmes génériques de géomécanique, mais elle est mal adaptée à la variété des sites et des ouvrages et à la spécificité des problèmes à résoudre qui oblige à effectuer des simulations successives, en modifiant les valeurs des paramètres et les formes des modèles. On trouve dans le commerce spécialisé de très nombreux logiciels d’applications techniques – stabilité de pentes, soutènements, fondations…, traitement des mesures, calculs… qui, pour la plupart, ne sont pas transparents ; après avoir fourni à la machine les valeurs des paramètres mesurés qu’elle demande, elle donne le résultat attendu ; s’il est douteux, on ne peut que la refaire tourner pour éliminer d’éventuelles erreurs de saisies ou changer les valeurs des paramètres. Une validation spécifique est donc toujours nécessaire.
Bien entendu, un géotechnicien expérimenté, bon informaticien, peut écrire le logiciel dont il a besoin pour traiter un problème particulier et éventuellement le commercialiser après l’avoir validé au moyen de nombreuses expériences de terrain personnelles, en vrai grandeur.

## La géolocalisation
En pratique, le « géotechnicien » peut être un ingénieur-conseil libéral, un bureau d’étude de sol en société commerciale, un organisme public ou semi-public, le bureau d’étude d’une grande entreprise généraliste ou spécialisée en fondations spéciales, un enseignant…
En France, l’OPQIBI, organisme de qualification professionnelle de l'ingénierie, présente une liste de spécialités géotechniques.
La plupart des bureaux d’études de sol français sont membres de l’Union syndicale géotechnique.

### Mission
La mission du géotechnicien est de réaliser l’étude dont les constructeurs ont besoin pour projeter et réaliser leur opération ; elle consiste à recueillir et interpréter les données géotechniques, structure du site, caractéristiques des matériaux, existence d’aléas géologiques, prévision de comportement de l’ensemble site/ouvrage, afin d’en tirer des résultats pratiques pour le projet, le chantier et l’ouvrage… ; successivement ou simultanément prospecteur, ingénieur, prévisionniste, il exerce son art en s’appuyant sur son expérience. Il doit évidemment établir le programme de l’étude dont il est chargé et maîtriser la mise en œuvre des moyens nécessaires à sa réalisation. Le travail de documentation, de télédétection et de lever de terrain lui incombe toujours ; s’il dispose de collaborateurs et de moyens adéquats, il peut aussi mettre en œuvre lui-même les techniques de mesures qui lui sont nécessaires, géophysique, sondages, essais… ; sinon, il en confie la mise en œuvre à des sous-traitants spécialistes, mais il assure toujours l’organisation et la coordination d’ensemble, et l’interprétation des résultats intermédiaires ; il en réalise ensuite la synthèse, base des calculs qui conduisent à son interprétation finale.

### Responsabilité
Le géotechnicien est un technicien spécialisé dans l’étude du site de construction d’un ouvrage et non de l’ouvrage lui-même, sauf cas assez rare de maîtrise d’œuvre d’un ouvrage spécifiquement géotechnique – digues et barrages en terre, exploitation d’eau souterraine… L’étude puis la construction d’un ouvrage posent d’innombrables problèmes techniques et économiques que le géotechnicien n’est pas habilité à poser et à résoudre, ni même à connaître, car ils sortent du champ de sa spécialité ; il ne produit ou contrôle ni calcul, ni plan, ni descriptif, ni devis propres à l’ouvrage dont il ne connaît généralement que l’implantation et le type approximatifs et souvent évolutifs : c’est un locateur de service qui a une obligation de moyen à l’égard du maître d’œuvre et non un locateur d’ouvrage qui a une obligation de résultat à l’égard du maître d'ouvrage, bien que ce dernier commande l’étude et la paie, car le géotechnicien n’intervient techniquement qu’auprès du maître d’œuvre ; de l’étude du projet à la réalisation de l’ouvrage, sa présence auprès des constructeurs – maître d’œuvre, bureaux d’études et entreprises – et sa concertation avec eux devraient être permanentes et étroites, mais c’est au maître d’œuvre d’en décider, de l’entretenir et de l’utiliser.
Ainsi, dans la plupart des cas, le géotechnicien engage sa responsabilité civile professionnelle (RCP) pour établir, autant que faire se peut, le diagnostic de l’état et la prévision du comportement d’un site naturel sollicité par un ouvrage, et non une responsabilité civile décennale (RCD) pour l’étude et la construction d’un ouvrage à laquelle il ne participe pas directement. Les constructeurs utilisent comme bon leur semble les renseignements qu’il leur fournit à l’étape qu’ils ont fixée ; les interprétations qu’ils en font et les décisions qu’ils prennent sont rarement soumises à son approbation : il n’est pas un « constructeur » au sens de la loi Spinetta.

## L'étude géotechnique
L’étude géotechnique est une opération compliquée dont dépend en grande partie la qualité de l’ouvrage concerné. Sa démarche générale consiste d’abord à bâtir le modèle structural du site, ensuite à caractériser et étudier les phénomènes naturels et induits dont il est puis sera le siège et enfin à proposer des solutions pratiques aux problèmes géotechniques que pose l’adaptation spécifique de l’ouvrage au site.
Son but est de fournir, autant que faire se peut au maître d’ouvrage et aux constructeurs, des renseignements pratiques, fiables et directement utilisables sur la nature et le comportement du site dans lequel il sera construit, afin qu’ils puissent définir et justifier les solutions techniques qu’ils devront concevoir, adopter et mettre en œuvre pour réaliser leur ouvrage en toute sécurité et à moindre coût.
L’exécution de sondages et d’essais in situ, la collecte et l’épreuve d’échantillons, doivent être les dernières d’une suite d’opérations ordonnées en étapes successives ; y recourir directement et exclusivement, reviendrait à attribuer un rôle de synthèse à des moyens d’analyse, à confondre étude géotechnique et campagne de sondages et d’essais.
Il est utile, sinon nécessaire, que le géotechnicien intervienne en ce qui le concerne à toutes les étapes d’étude du projet, de construction et d’entretien de l’ouvrage et qu’il dispose de tous les moyens dont il a besoin, en organise la mise en œuvre, en assure le suivi et en exploite les données.
Selon l'arrêté de la loi Elan, entrée en vigueur le 1er janvier 2020, les études géotechniques sont désormais obligatoires afin de maîtriser les risques liés aux sols, dans le cadre d'une construction afin d'adopter une stratégie adaptée selon la nature du sol.

### Les moyens de l’étude

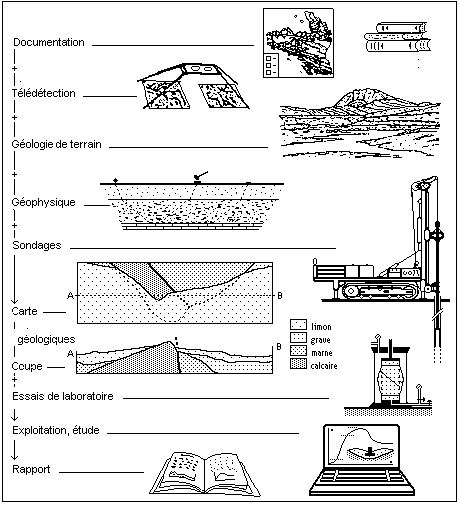
Les moyens de la géotechnique

Chaque site et éventuellement chaque ouvrage dans un même site, doit être étudié spécifiquement, selon un programme adapté à chaque étape de l’étude et éventuellement même, susceptible d’être modifié à tout moment en fonction des résultats obtenus, en mettant en œuvre les moyens qui fourniront à meilleur compte les renseignements nécessaires et suffisants les plus pertinents. Chaque moyen - documentation, levé géologique, télédétection, géophysique, sondages, essais de terrain et de laboratoire, informatique… a sa valeur et ses limites ; aucun n’est inutile, mais aucun n’est universel. Pour chaque type d’ouvrage, à chaque étape de l’étude, employer ceux qui lui sont les mieux adaptés, conduit à une meilleure précision de résultats et à d’appréciables économies de temps et d’argent.

### Les étapes de l’étude
En France, le décret no 73-207 du 28 février 1973 « relatif aux conditions de rémunération des missions d'ingénierie et d'architecture remplies pour le compte des collectivités publiques par des prestataires de droit privé » définit les étapes des études du BTP.
Le décret du 1/12/93 (loi MOP du 13/7/85) en a plus ou moins modifié la forme sans en changer le fond.
La norme NF P 94-500 (2000-2006), inspirée par l’Union syndicale géotechnique, définit (Gn ou ...) et classe les missions des géotechniciens, avec une orientation contractuelle, commerciale et juridique ; elle détaille la « campagne – ou le programme – d’investigation » (types, maillages et nombres de sondages et d’essais) et n’évoque que succinctement, en préliminaire – voire oublie –, le « contexte géologique » (documentation, « visite » du site, enquête de voisinage, sinistralité...). En novembre 2013, elle a été en partie modifiée pour être mieux adaptée à la loi MOP, mais la confusion entre étape d’étude et mission de géotechnicien demeure.
Ces nomenclatures et quelques autres appellent différemment les étapes et leur fixent des limites plus ou moins différentes, sans trop modifier la progression ordonnée de l’étude.
La nomenclature APS, APD, STD, DCE, CGT et RDT et TPD du décret du 2/2/73 est passée dans le langage courant du BTP ; c’est la plus claire et la plus pratique pour définir étape par étape, la démarche générale de l’étude géotechnique d’un grand aménagement ; celle de l’étude géotechnique d’un ouvrage isolé peut être simplifiée, mais il est nécessaire de respecter le cheminement par étapes successives en allégeant éventuellement les moyens de chacune : limiter une telle étude au niveau des STD n’exclut pas qu’il faille définir et caractériser le site pour que l’ouvrage lui soit correctement adapté ; un APS et un APD abrégés sont donc toujours indiqués.
Hors nomenclatures, on appelle « faisabilité » une étape préliminaire sommaire permettant d’esquisser les grandes lignes du projet et d’en orienter l’étude.

#### Avant projet sommaire (APS)
Loi MOP : parties d’« Esquisse » et d’ « Avant-projet sommaire » - Norme NF P 94-500 : parties de G1 - SIT « Préliminaire ».
Étude générale du site et de ses abords pour en définir les caractères géotechniques principaux et esquisser les grandes lignes de l'adaptation du projet au site.
- Moyens : géologie à petite échelle (1/20 000 à 1/5 000) – télédétection – géophysique et sondages rapides.
- Résultats : le maître d'œuvre peut s'appuyer sur ces documents pour entreprendre l'étude du plan de masse du projet et établir un coût d'objectif provisoire de son adaptation au sol.
- Rapport : schéma structural – plans et coupes géotechniques schématiques à petite échelle (carte IGN, plan cadastral…) – commentaires généraux sur l'aptitude du site à recevoir les aménagements projetés et définition des principes généraux d'adaptation.

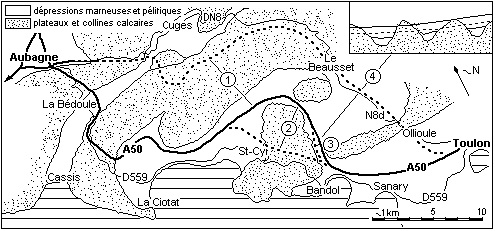
Les étapes de l’étude - 1 Faisab. 2 APS. 3 APD. 4 STD.

#### Avant projet détaillé (APD)
Loi MOP : parties d’« Avant-projet-sommaire » et d’« Avant-projet-définitif » (confusion possible : APD = Avant-projet-détaillé dans le décret du 2/2/73 et Avant-projet-définitif dans la loi MOP) - Norme NF P 94-500 : partie de G2 - AVP « Avant-projet ».
Étude détaillée du site, permettant d'y limiter et d'y caractériser géotechniquement les zones dans lesquelles les méthodes de terrassements et les modes de fondations seront analogues.
- Moyens : géologie à grande échelle (1/1 000 à 1/200) - télédétection - géophysique - sondages et essais d'étalonnage.
- Résultats : en utilisant ces documents, les implantations des ouvrages, les niveaux des plates-formes des terrassements généraux, les niveaux des sous-sols éventuels, les types, niveaux et contraintes admissibles des fondations ainsi que les caractéristiques générales de toutes les parties d'ouvrage en relation avec le sous-sol, peuvent être définis par le maître d'œuvre, pour adapter au mieux son projet aux particularités du site, et pour préciser le coût d'objectif de son adaptation au sol.
- Rapport : plans et coupes géotechniques à grande échelle, sur fond de plan de géomètre – présentation par zone, des méthodes d'exécution des terrassements, des types de fondations envisageables…

Pour en minimiser le coût, la majeure partie des études géotechniques se réduisent à cette étape ; ce n’est pas suffisant pour prévenir les dommages ou les accidents au chantier, à l’ouvrage, au voisinage et/ou à l’environnement, et cela limite la responsabilité du géotechnicien.

#### Spécifications techniques détaillées (STD)
Loi MOP : parties d’« Avant-projet définitif » et d’« Étude de projet » - Norme NF P 94-500 : G2 - PRO « Projet » et parties de G3 - EXE « Exécution ».
Étude détaillée du sous-sol dans l’emprise de chaque ouvrage, permettant de prévoir, à la précision demandée par le maître d'œuvre, les conditions d’exécution des déblais, des remblais, des fondations, des chaussées, aires et dallages, éventuellement des ouvrages et procédés spéciaux.
- Moyens : géologie à grande échelle (1/500 à 1/100) – télédétection – géophysique – sondages mécaniques – essais in situ et/ou de laboratoire.
- Résultats : le maître d'œuvre dispose des éléments géotechniques lui permettant de prédimensionner les parties d'ouvrages en relation avec le sous-sol, de préparer les plans d'exécution et le descriptif.
- Rapport : plans, coupes et commentaires géotechniques concernant chaque partie d'ouvrage en relation avec le sous-sol.

#### Dossier de consultation des entreprises (DCE)
Loi MOP : parties d’« Assistance au maître d’ouvrage pour la passation des contrats de travaux » - Norme NF P 94-500 : G3 – EXE - « Exécution ».
Spécifications géotechniques de la consultation ou de l’appel d'offres puis du marché d'entreprise, concernant l’exécution de ces mêmes parties d'ouvrages.
- Moyens : utilisation des documents établis précédemment, éventuellement complétés à la demande.
- Résultats : spécifications géotechniques de la consultation ou de l’appel d'offres puis du marché d'entreprise, concernant l’exécution de ces mêmes parties d'ouvrages.

Les calculs et documents techniques sont soumis au géotechnicien qui vérifie, en ce qui concerne leur aspect géotechnique, que les hypothèses adoptées et les valeurs des paramètres utilisés, sont bien conformes à ses indications. Il n'a pas à se prononcer sur le choix des méthodes de calculs, sur leurs résultats, ainsi que sur les plans établis. En aucun cas, le géotechnicien n'assume, même partiellement, la conception technique de ces parties d'ouvrages.

#### Contrôle général des travaux (CGT)
Loi MOP : parties d’« Ordonnancement, Pilotage, Coordination » - Norme NF P 94-500 : parties de G3 – EXE - « Exécution » et G4 – SUP - « Suivi ».
Assistance du maître d'œuvre pour l’exécution des travaux et parties d'ouvrages en relation avec le sous-sol : discussions pour l’agrément des méthodes proposées ou appliquées par les entreprises - participations aux réunions de chantier - interventions pour préciser un détail d'exécution mal défini, pour la prise de décision concernant les imprévus d'exécution et pour la réception.
- Moyens : à la demande, en quantité suffisante, levés géotechniques de détail sur le chantier - géophysique - sondages et/ou essais de contrôle.
- Résultats : le maître d'œuvre peut optimiser techniquement et financièrement les parties d'ouvrage en relation avec le sous-sol et, éventuellement, les modifier à la demande en cas d'imprévus. Le dossier géotechnique des ouvrages pourra être consulté en cas de dommage, de réhabilitation… Le géotechnicien n’a pas l’obligation de surveillance permanente des travaux correspondants et il n'a pas à en prendre les attachements. Ces missions font partie de celles du maître d'œuvre.

#### Réception des travaux (RDT)
Loi MOP : parties d’« Ordonnancement, Pilotage, Coordination » - Norme NF P 94-500 : parties de G3 – EXE - « Exécution » et G4 - SUP - « Suivi ».
À la réception de l’ouvrage, l’ensemble de la documentation recueillie lors de l’étude et de l’exécution, permettrait au géotechnicien d’être un expert objectif qui pourra aider à régler à l’amiable un contentieux éventuel – aléa géologique, souvent exagéré voire imaginaire –, au mieux des intérêts de chacun.

#### Éviter l’accident
Loi MOP : parties d’« Ordonnancement, Pilotage, Coordination » - Norme NF P 94-500 : parties de G4 – SUP - « Suivi » et G5 – DIA - « Diagnostic géotechnique ».
Le bon entretien d’un ouvrage n’est pas une mission normalisée. Or, durant la vie de l’ouvrage, le géotechnicien pourrait être amené à intervenir pour étudier le comportement de l’ensemble site/ouvrage, expliquer un dommage, en permettre la réparation immédiate et peu onéreuse ou même éviter la ruine.

### Qualité du résultat de l’étude
Pour des raisons de budget, de délais mais surtout par essence des problèmes d’adaptation site/ouvrage, on ne peut pas obtenir un résultat géotechnique indiscutable ; quoi que l’on fasse, on ne peut pas connaître la structure et le comportement du sous-sol d’un aménagement à la précision de l’étude technique du projet et à celle des exigences de construction : ils sont beaucoup plus compliqués que les modèles dont on dispose et les résultats numériques des calculs de géomécanique sont des ordres de grandeur qu’il faut tempérer par un « coefficient de sécurité » ; c’est donc en prévisionniste que le géotechnicien doit se comporter pour présenter les résultats pratiques d’une étude dont la précision est toujours relative.

## Les applications de la géotechnique
Les applications de la géotechnique sont innombrables, d’une très grande diversité, toujours uniques et pour certaines d’une extrême complexité, aménagements, ouvrages et travaux - terrassements, soutènements, fondations, drainages -, exploitations de matériaux ou d’eau souterraine, prévention de pollutions, réhabilitation des sites pollués, stockages de déchets…, en fait tout ce que l’on peut creuser, construire, exploiter ou rejeter à la surface de la Terre.

### Les aménagements
Les aménagements sont des opérations occupant des surfaces plus ou moins étendues et comportant plusieurs ouvrages analogues ou différents : Zones urbaines, industrielles (surface, souterrain) ; Aérodromes ; Aménagements « linéaires » (canalisations, routes, voies ferrées, canaux, cours d’eau, rivages marins) ; Champs de captages…
La géotechnique des aménagements définit le cadre de l’opération, contrôle sa faisabilité, éventuellement propose des variantes, divise le site en secteurs relativement homogènes où des problèmes techniques analogues pourront recevoir des solutions analogues, repère d’éventuels secteurs et endroits à risques de façon à les éviter ou à les traiter spécifiquement, valide les dispositions retenues, prépare les études détaillées de chaque ouvrage qui composent l’aménagement, permet l’évaluation du coûts de l’opération…

### Les ouvrages
Un ouvrage du BTP est une construction isolée ou un élément d’aménagement : Immeubles ; Usines ; Réservoirs ; Barrages hydrauliques ; Ouvrages de soutènement – murs, gabions, parois ; Ouvrages d’art – ponts, viaducs, aqueducs ; Ouvrages portuaires – jetées, quais, écluses, formes ; Ouvrages de défense maritime ou fluviale – digues, épis…

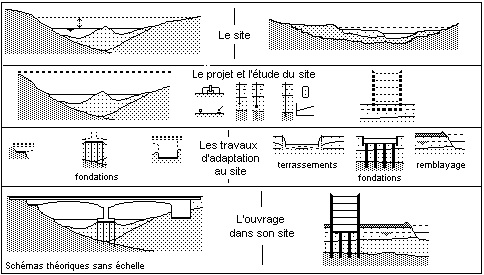
De l’étude du site à la construction de l’ouvrage : pont - bâtiment

On détermine les conditions générales et particulières dans lesquelles un ouvrage peut leur être adapté avec le maximum de sécurité, d’efficacité et d’économie – éviter les dommages ou les accidents au chantier, à l’ouvrage et aux ouvrages voisins, optimiser le coût de l’ouvrage et la marche du chantier, organiser la maintenance et assurer la durée fonctionnelle de l’ouvrage –, par les travaux de construction de ses parties en relation avec le sol et le sous-sol, définis en connaissance de cause – terrassements, drainage ; type, profondeur d’encastrement, estimation des contraintes que les fondations imposent au matériau d’assise et adaptation de sa structure aux éventuels tassements qu’il pourrait subir… Cette démarche a un caractère général scientifique : par l’observation (géologie), l’expérimentation (géotechnique), le calcul (géomécanique), elle permet de bâtir un modèle de forme et de comportement de l’ensemble site/ouvrage qui sera éprouvé (retour d’expérience) durant la construction, ce qui amènera éventuellement de le modifier à la demande pour obtenir le modèle définitif, validé ou non à plus ou moins long terme par le comportement de l’ouvrage achevé.

### Les travaux
Quand l’étude du projet d’un ouvrage est achevée, on définit les travaux d’exécution de ses parties en relation avec le sol et le sous-sol du site - Terrassements ; Fondations ; Drainages ; Captages d’eau souterraine. Ces travaux permettent d’adapter l’ouvrage au site en terrassant son emplacement, éventuellement en y corrigeant des caractères naturels gênants et/ou en y prévenant les effets de phénomènes naturels dommageables, en établissant ses fondations… ; cela peut se faire sur la base des études de l’ouvrage, mais la préparation des travaux et leur suivi géotechnique évitent les négligences et/ou les erreurs d’interprétation d’études à l’origine de la plupart des difficultés de chantier et facilitent leur adaptation à d’éventuels imprévus, à des situations compliqués… nécessitant des compléments d’étude spécifiques, notamment pour l’interprétation d’éventuels incidents ou accidents de chantier puis pour la définition et l’application des remèdes à leur apporter.

## Les risques géotechniques
Selon les lieux et les circonstances, l’effet pervers non pris en compte dans l’étude d’un aménagement, d’un ouvrage, d’un chantier sur le voisinage et/ou l’environnement, l’effet pernicieux d’un événement intempestif – l’aléa - naturel, séisme, inondation… ou induit, tassement, glissement, pollution…, imprévu ou mal prévenu sont des dangers que courent de nombreux aménagements, ouvrages et leurs alentours, en raison de leurs inadaptations à leurs sites – vulnérabilité - et/ou aux circonstances. L’expression de ce danger est la dérive économique, le dysfonctionnement, le dommage, l’accident, la ruine, la catastrophe : le séisme abat l’immeuble, la tempête détruit la digue, la crue emporte le pont, inonde le lotissement, le pavillon fissure sous l’effet de la sécheresse, les caves sont périodiquement inondées, l’immeuble voisin d’une fouille fissure et/ou s’affaisse, la paroi moulée s’abat, le remblai flue, la chaussée gondole, le talus de la tranchée routière s’éboule lors d’un orage, le mur de soutènement s’écroule, le groupe de silos ou le réservoir s’incline, le barrage fuit ou cède, le sol industriel et/ou la nappe aquifère sont pollués, la ville manque d’eau en période d’étiage, le coût de l’ouvrage en construction s’envole en raison d’un aléa géologique réel ou non…, on en passe et de pires. Un livre entier ne suffirait pas à énumérer les accidents géotechniques majeurs ou mineurs, passés, présents ou futurs.
Si le danger est clairement identifié et correctement étudié, on peut réduire le risque, s’en prémunir, en gérer l’expression qui est un sinistre susceptible d’être garanti par une assurance contractée par le maître d’ouvrage, les constructeurs, le propriétaire… ; si l’aléa est naturel et ses effets désastreux, les victimes sont indemnisées sur fonds publics au titre de « catastrophe naturelle ».

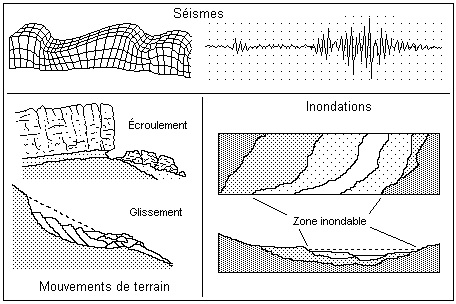
Phénomènes naturels dangereux (aléas) – Séismes – Mouvements de terrain – Crues, inondations

Les causes humaines des accidents géotechniques sont souvent nombreuses mais l’une d’elles est généralement déterminante : - étude géotechnique absente, insuffisante, erronée, mal interprétée - vice ou modification inadéquate d’usage : implantation irréfléchie, conception inadaptée, mise en œuvre défectueuse, malfaçons… - actions extérieures : phénomènes naturels, travaux voisins… Mais beaucoup plus que techniques, les causes effectives sont comportementales : économies abusives, ignorance, incompétence, négligence, laxisme…
Nous devons nous accommoder d’un événement éventuellement dommageable, éviter qu’il se produise ou d’être où et quand il est susceptible de se produire ; nous devons nous comporter, aménager et construire nos ouvrages en tenant compte de l’éventualité de tels événements et de ce que les juristes appellent le risque du sol. Car la nature n’est pas capricieuse, le sol n’est pas vicieux ; ils sont neutres. Les phénomènes, même paroxistiques, sont naturels et les dommages, accidents, catastrophes sont humains ; néanmoins, les textes législatifs, juridiques et réglementaires qualifient abusivement les risques et les catastrophes de « naturels » et le sol de « vicieux ».

## Économie
La géotechnique pratique est un marché dont le produit est l’étude qu’un maître d’ouvrage achète à un géotechnicien pour savoir dans quelles conditions l’ouvrage qu’il projette pourra être adapté au site dont il dispose pour le construire. C’est une opération commerciale composée en grande partie de prestations matérielles, de loin les plus onéreuses, – sondages, essais, informatique – et en très faible partie d’une prestation intellectuelle qui est pourtant la principale. Elle est risquée pour le maître d’ouvrage qui ne peut pas comparer concrètement les proposions des géotechniciens qu’il consulte ; il détermine généralement son choix sur le prix d’une proposition commerciale, pas sur la qualité du produit dont il ignore s’il sera bon quand il le commande et même s’il sera bon au moment où il le paiera ; sur un site et pour un ouvrage donnés, il peut comparer plusieurs propositions techniques et financières, mais il ne peut pas commander plusieurs études pour confronter leurs résultats.
Sauf dans le cas de grands aménagements et ouvrages très complexes et/ou très dangereux, le coût d’une étude géotechnique est marginal, négligeable, comparé au coût de l’ouvrage qui la motive. Or dans tous les cas, les conséquences financières d’une étude géotechnique douteuse, erronée, mal interprétée, négligée…, l’insuffisance ou même l’absence d’étude peuvent avoir de graves conséquences financières. Si l’on s’en aperçoit lors de l’étude du projet, on doit la compléter, en faire une autre ou même en faire une ; le surcoût géotechnique est alors limité. Mais, il n’est pas rare que l’on s’aperçoive que l’étude géotechnique est défectueuse lors de la construction de l’ouvrage ; les cas les plus classiques sont les erreurs de définition ou de calage de fondations, de stabilité de talus ou de parois, de débit de fouille… ; il faut alors arrêter le chantier, trouver et étudier une solution de remplacement, modifier l’ouvrage et sa construction… ; cela entraîne évidemment des surcoûts et des allongements de délais de construction qui peuvent être très élevés.
Toutefois, il ne faut pas tomber dans l’excès contraire et, sous prétexte de coût marginal, surpayer une étude pour éviter tout risque : les résultats obtenus lors des premières étapes d’une étude sont les plus importants ; ceux que l’on obtient ensuite sont complémentaires ou même font souvent double emploi avec ceux que l’on connaît déjà. L’intérêt pratique d’une étude devient de plus en plus mince à mesure qu’elle se précise et le rapport précision/coût ou intérêt pratique, tend très vite vers une valeur asymptotique. Il est donc souhaitable de contrôler constamment son déroulement, de façon à pouvoir l’arrêter à temps, à l’optimum de son intérêt. Ainsi, le maître d’ouvrage et les constructeurs ne seront pas tentés de la considérer comme une stérile obligation technique ou morale et apprécieront tout le bien-fondé de la démarche qui les a conduits à la faire entreprendre.

## Droit
La précision relative d’une étude géotechnique ne permet pas d’atteindre la certitude qu’exige le droit pour lequel il importe de ne rien laisser au hasard et de ne prendre aucun risque. Elle aide seulement à estimer la probabilité des corrélations d’un fait géotechnique et de ses causes ou de ses conséquences supposées et à obtenir des résultats plus ou moins convenables selon la difficulté du projet, la complexité du site, l’état des connaissances technico-scientifiques du moment et l’étape de l’étude à laquelle la mission du géotechnicien est limitée ; la sécurité absolue qui correspond à la probabilité rigoureusement nulle de voir se produire un dommage à l’ouvrage ou un accident est une vue de l’esprit.
En France, selon l’article 1792 du Code Civil - loi Spinetta et Code des assurances - : Tout constructeur d’un ouvrage est responsable de plein droit, envers le maître ou l’acquéreur de l’ouvrage, des dommages, même résultant d’un vice du sol, qui compromettent la solidité de l’ouvrage ou qui, l’affectant dans l’un de ces éléments constitutifs ou l’un de ses éléments d’équipement, le rendent impropre à sa destination.
En cas de dommages au gros œuvre d’un bâtiment, et maintenant de plus en plus d’un ouvrage quelconque, sans même vérifier s’ils affectent sa solidité et le rendent impropre à sa destination, conditions d’application de la loi, on évoque, souvent a priori, un défaut de fondation résultant d’un « vice du sol », alors qu’ils résultent presque toujours de défauts techniques et/ou constructifs.
Le « vice du sol » est un concept juridique non défini, dont on fait souvent une notion technique pour reprocher au géotechnicien de l’avoir négligé.